# Liste der Bodendenkmale in Beiersdorf
In der Liste der Bodendenkmale in Beiersdorf sind die Bodendenkmale der Gemeinde Beiersdorf und ihrer Ortsteile nach dem Stand der Auflistung von Harald Quietzsch und Heinz Jacob aus dem Jahr 1982 aufgelistet. Eventuelle Änderungen und Ergänzungen, insbesondere aus der Zeit nach der Wende, sind nicht berücksichtigt, da für Sachsen aktuell keine neueren allgemein zugänglichen Bodendenkmallisten vorliegen. Die Baudenkmale sind in der Liste der Kulturdenkmale in Beiersdorf aufgeführt.
| Denkmal-ID | Fundart          | Ortsteil   | Bezeichnung | Zeitstellung    | Lage                                                                                          | Bemerkungen                  | Bild |
| ---------- | ---------------- | ---------- | ----------- | --------------- | --------------------------------------------------------------------------------------------- | ---------------------------- | ---- |
| ?          | besonderer Stein | Beiersdorf | Steinkreuz  | Spätmittelalter | Ortsmitte, westlich am Weg vom ehemaligen Bahnhof zur Kirche, nördlich des Bachs, Auestraße 7 | Schutz seit 22. Oktober 1970 |      |